# Marina Rajčić
Marina Vukčević (ur. 24 sierpnia 1993 w Podgoricy), czarnogórska piłkarka ręczna, reprezentantka kraju grająca na pozycji bramkarki. Wicemistrzyni olimpijska 2012.
Obecnie występuje w Budućnost Podgorica.

## Sukcesy

### reprezentacyjne
- Igrzyska Olimpijskie:
  -  2012
- Mistrzostwa Europy:
  -  2012

### klubowe
Mistrzostwa Czarnogóry:
- 2010, 2011, 2012

Puchar Czarnogóry:
- 2010, 2011, 2012

Liga Mistrzyń:
- 2012
- 2014

Liga Regionalna:
- 2010, 2011, 2012